# Buôn bán tình dục ở Việt Nam
Buôn bán tình dục ở Việt Nam là hoạt động buôn bán người nhằm mục đích bóc lột tình dục và làm nô lệ xảy ra ở Cộng hòa Xã hội chủ nghĩa Việt Nam. Mặc dù Ấn Độ, Trung Quốc và Pakistan là một trong những quốc gia có hoạt động buôn người diễn ra mạnh nhất, Việt Nam cũng là là một nguồn và ở mức độ thấp hơn, là quốc gia đến của những người bị buôn bán tình dục.
Nạn nhân buôn bán tình dục trong nước thuộc mọi dân tộc ở Việt Nam và người nước ngoài. Công dân Việt Nam, chủ yếu là phụ nữ và trẻ em gái, đã bị buôn bán tình dục sang các quốc gia khác ở châu Á và các châu lục khác nhau. Họ bị ép buộc làm gái mại dâm, kết hôn và hoặc mang thai. Nạn nhân bị đe dọa và bị tổn hại về thể chất và tâm lý. Họ mắc các bệnh lây truyền qua đường tình dục do bị cưỡng hiếp và lạm dụng và suy dinh dưỡng là phổ biến. Một số phụ nữ và trẻ em gái bị tra tấn và hoặc bị sát hại.
Nạn buôn bán và bóc lột tình dục đã lan tràn khắp các tầng lớp trong xã hội Việt Nam. Thủ phạm nam và nữ ở Việt Nam đến từ nhiều thành phần khác nhau và một số là thành viên của hoặc được hỗ trợ bởi các băng nhóm và băng nhóm tội phạm có tổ chức. Một số quan chức chính phủ, quân đội và cảnh sát, cũng như người nước ngoài, đã đồng lõa buôn bán tình dục ở Việt Nam.
Mặc dù chưa rõ mức độ của nạn buôn bán tình dục ở Việt Nam vì thiếu những dữ liệu chính thống, nhưng bản chất ngầm của tội phạm buôn bán tình dục, thủ tục xác định nạn nhân không đầy đủ và các yếu tố khác. Việc thực thi luật buôn bán tình dục và điều tra, truy tố các vụ án đã bị cản trở bởi tham nhũng, thờ ơ, các vấn đề quản lý biên giới, thiếu hợp tác giữa các ngành, thiếu hiểu biết về luật chống buôn người, v.v. Toàn cầu hóa và sự chuyển dịch của Hiệp hội các quốc gia Đông Nam Á (ASEAN) hướng tới một cộng đồng chính thức với sự di chuyển tự do hơn về thương mại và vốn có thể dẫn đến sự gia tăng buôn bán tình dục.

## Lịch sử
Những tên cướp biển Quảng Đông ngoài vòng pháp luật ở biên giới biển Quảng Đông với Việt Nam trong các thế kỷ 17, 18 và 19 thường xuyên bắt cóc và hãm hiếp phụ nữ Việt Nam và trẻ em trai Việt Nam.
Phụ nữ và trẻ em gái Việt Nam bị buôn bán hàng loạt từ Việt Nam sang Trung Quốc trong thời Pháp thuộc bởi bọn cướp biển và các cơ quan người Việt Nam và Trung Quốc. Thuyền trưởng Pháp Louis de Grandmaison cho rằng những phụ nữ Việt Nam này không muốn về Việt Nam và họ có gia đình ở Trung Quốc và có cuộc sống khá giả hơn ở Trung Quốc. Phụ nữ Việt Nam có nhu cầu vì số lượng phụ nữ Trung Quốc ở Trung Quốc thấp hơn và dọc theo các vùng biên giới của Trung Quốc có nhiều đàn ông Trung Quốc không có phụ nữ và cần phụ nữ Việt Nam. Phụ nữ Việt Nam ở đồng bằng sông Hồng bị các cơ quan tuyển mộ Trung Quốc đưa sang Trung Quốc cũng như phụ nữ Việt Nam bị bắt cóc từ các làng bị cướp biển Việt Nam và Trung Quốc đánh phá. Những người phụ nữ Việt Nam trở thành vợ, gái điếm, hoặc nô lệ.
Ở Trung Quốc, phụ nữ Việt Nam được xem là "chịu thương chịu khó, cam chịu số phận, và thêm vào đó là tính cách rất hiền lành" nên họ bị bắt làm vợ lẽ và người hầu ở Trung Quốc và vụ buôn bán lớn phụ nữ Tongkinese (Bắc Kì) sang Trung Quốc bắt đầu từ 1875. Nhu cầu lớn về phụ nữ Việt Nam ở Trung Quốc. Các cảng miền Nam Trung Quốc là điểm đến của trẻ em và phụ nữ bị cướp biển Trung Quốc bắt cóc từ khu vực xung quanh Hải Phòng của Việt Nam. Trẻ em và phụ nữ xinh đẹp bị cướp biển bắt đi trong các cuộc tấn công vào các làng quê Việt Nam. Một trung tâm buôn người nô lệ chính là Hải Phòng. Trẻ em và phụ nữ Việt Nam bị bắt cóc và đưa sang Trung Quốc làm nô lệ bởi cả cướp biển Trung Quốc và Việt Nam.
Phụ nữ dân tộc Mung, Mèo, Thái, Nùng ở miền núi Bắc Kỳ bị cướp biển Việt Nam và hải tặc Trung Quốc bắt cóc đưa sang Trung Quốc. Phong trào Cần Vương chống Pháp là nguồn gốc của những tên cướp Việt Nam trong khi Khởi nghĩa Thái Bình Thiên Quốc trước đây là nguồn gốc của những cuộc nổi loạn Trung Quốc. Những tên cướp biển người Việt và người Hoa này đã chiến đấu chống lại quân đội thực dân Pháp và phục kích quân đội Pháp, nhận được sự giúp đỡ của những người lính Trung Quốc chính quy để chống lại người Pháp. T'ai căm thù Việt Minh và chiến đấu chống lại họ vào năm 1947. Người Nùng được cho là phù hợp với tội phạm cướp biển và cướp biển.
Các nhà thổ ở Bangkok mua lại những phụ nữ Việt Nam bị bắt cóc chạy trốn khỏi miền Nam Việt Nam sau chiến tranh Việt Nam bị cướp biển bắt.

## Nạn nhân

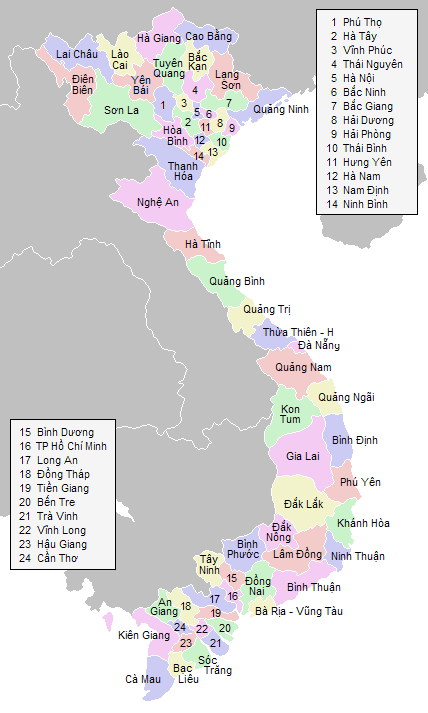
Phụ nữ và trẻ em gái Việt Nam bị buôn bán tình dục ra vào khắp các tỉnh thành của Việt Nam.

Phụ nữ và trẻ em gái Việt Nam bị bắt và bán vào Trung Quốc, Hồng Kông, Campuchia, Malaysia, Philippines, Đài Loan, Hàn Quốc và các quốc gia khác. Họ bị buộc phải làm gái mại dâm hoặc kết hôn, cũng như lao động không tự do trong nhà và trang trại. Một số phụ nữ bị cưỡng hiếp nên có thai và bị ép làm vợ lẽ. Một số phụ nữ và trẻ em gái đã bị mua bán cho những nhóm đàn ông nghèo khổ và gom tiền lại để mua một cô vợ. Gái mại dâm cưỡng bức bị cưỡng hiếp trong nhà thổ, tiệm mát-xa, quán karaoke và các cơ sở khác. Họ bị giám sát nghiêm ngặt và không có gì lạ khi họ bị canh gác và/hoặc trói hoặc nhốt. Một số nạn nhân bị đánh thuốc mê.
Mạng thông tấn "Tin tức châu Á" cho biết, từ năm 1998 đến 2010, ít nhất 4.500 phụ nữ và trẻ em Việt Nam đã bị bán qua biên giới để phục vụ cho ngành công nghiệp tình dục.
Người dân tộc thiểu số và người nghèo ít được giáo dục và nhận thức về buôn bán người, cũng như trẻ em, dễ bị buôn bán tình dục.
Nạn nhân phải đối mặt với sự kỳ thị của xã hội sau khi trốn thoát hoặc được giải cứu. Một số không muốn trình báo những kẻ buôn người với chính quyền địa phương vì họ sợ bọn tội phạm trả thù.
Các nạn nhân Việt Nam đã bị mua bán dâm cho các cơ sở kinh doanh phục vụ cho những người đến xem Đại hội thể thao Đông Nam Á và các sự kiện thể thao khác.

## Thủ phạm
Thủ phạm thường là thành viên của hoặc cấu kết với các nhóm tội phạm có tổ chức. Một số thủ phạm là quan chức chính phủ, sĩ quan quân đội hoặc lính nhập ngũ, hoặc cảnh sát. Những kẻ cho vay nặng lãi cũng tham gia vào hoạt động buôn bán tình dục và lợi dụng nợ nần để khống chế nạn nhân. Những kẻ buôn người đôi khi là thành viên gia đình hoặc bạn bè của nạn nhân. Những kẻ phá hoại được thúc đẩy bởi các khuyến khích tiền tệ. Một số thủ phạm là nạn nhân bị ép buộc của hành vi buôn người.
Những kẻ thủ phạm sử dụng internet cho các tội phạm buôn bán qua mạng và sản xuất và mua bán nội dung khiêu dâm trẻ em. Họ cũng sử dụng tiền mã hóa để giúp ẩn danh tính của họ.
Một số kẻ buôn người đóng giả cảnh sát để lấy lòng tin của nạn nhân. Kẻ buôn người sử dụng các trang trò chuyện và mạng xã hội như Facebook và Zalo, một ứng dụng nhắn tin phổ biến của Việt Nam. Kẻ buôn người đe dọa gia đình nạn nhân để đảm bảo sự khuất phục.

## Phản ứng của chính phủ
Chính phủ không có đủ các dịch vụ tái hòa nhập, hỗ trợ điều trị, hỗ trợ pháp lý và tài chính, và giáo dục cho nạn nhân. Các biện pháp bảo vệ có giới hạn dành cho phụ nữ và trẻ em gái trở về nhà của họ.
Chính phủ Việt Nam chưa đáp ứng đầy đủ các tiêu chuẩn tối thiểu về xóa bỏ nạn buôn người, nhưng đang có những nỗ lực đáng kể để thực hiện việc này. Các nỗ lực này bao gồm cho nạn nhân buôn người có quyền được đại diện pháp lý trong các quy trình tố tụng tư pháp; tăng thời gian nạn nhân có thể ở lại trong cơ sở tạm lánh thêm một tháng và tăng hỗ trợ tài chính cho họ để đáp ứng nhu cầu thiết yếu; tiếp tục tổ chức các chiến dịch nâng cao nhận thức quy mô lớn ở các cộng đồng có nguy cơ cao về buôn người, trong đó có người lao động di cư ra nước ngoài; đào tạo các cán bộ thực thi pháp luật.

## Tổ chức phi chính phủ
Tổ chức Trẻ em Rồng Xanh giải cứu và phục hồi các nạn nhân bị buôn bán tình dục trong nước. Tổ chức được hỗ trợ bởi Quỹ Tín thác của Liên Hợp Quốc dành cho các nạn nhân của buôn bán người.
Pacific Links Foundation là một tổ chức hoạt động nhằm chấm dứt nạn buôn bán tình dục ở Việt Nam thông qua giáo dục và trao quyền kinh tế.